# Parvicapsula unicornis
Parvicapsula unicornis is een microscopische parasiet uit de familie Parvicapsulidae. Parvicapsula unicornis werd in 1962 beschreven door Kabata. 